# Оттенбуранские анналы
Оттенбуранские анналы (лат. Annales Ottenburani) — историческое сочинение, выполненное неизвестным по имени жителем Священной Римской империи в нач. XII в. В части до 1039 г. соответствуют Херсфельдским анналам. Названы по одному из списков (ныне утерянному), находившемуся в Оттенбуранском монастыре, близ Меммингена. Сохранились в рукописи XII в. Охватывают период с 727 по 1113 гг. Описывают события сначала преимущественно Франкского государства, а затем Священной Римской империи.

## Издания
- Annales Ottenburani // MGH, SS. Bd. V. Hannover. 1844, p. 1-9[2].

## Переводы на русский язык
- Оттенбуранские анналы Архивная копия от 12 октября 2011 на Wayback Machine в переводе И. М. Дьяконова на сайте Восточная литература